# Tookoonooka
Krater Tookoonooka – krater uderzeniowy w południowo-wschodnim Queenslandzie, w Australii. 
Krater ma średnicę 55 km i jest 10. największym potwierdzonym kraterem uderzeniowym na Ziemi. Ocenia się, że powstał ok. 128 milionów lat temu (we wczesnej kredzie). Jest pogrzebany w mezozoicznych osadach basenu sedymentacyjnego Eromanga i żaden jego fragment nie jest widoczny na powierzchni. Został zidentyfikowany w 1989 roku dzięki badaniom sejsmicznym przy poszukiwaniu złóż ropy naftowej, impaktowe pochodzenie struktury zostało dowiedzione dzięki znalezieniu kwarcu szokowego w rdzeniach z odwiertów. Dane sejsmiczne ukazują w pobliżu inną podobną strukturę o tym samym wieku, nazwaną Talundilly, która również może być kraterem uderzeniowym, jednak ze względu na brak wierceń w jej obszarze nie jest to potwierdzone.